# Jean-Baptiste Gorren
Pour les articles homonymes, voir Goren.
Jean-Baptiste Gorren est un mathématicien et philosophe marxiste belge, né à Saint-Josse-ten-Noode le 13 novembre 1891, mort en 1971 à Bruxelles. 
Fils de Antoine Josse Adrien Gorren et de Maximilienne Poesmans.
En 1932, il épouse Hinda Gelernter (transformé en "Gelentern" en Belgique), née à Varsovie le 23 mai 1908.
En 1935, il fait partie des fondateurs l'Université Ouvrière de Bruxelles, où il enseigne.
Conférencier de la Quatrième Internationale et auteur de nombreuses recherches sur le matérialisme dialectique. Il publie sous le nom de Jean Gorren.

## Œuvres
- La quatrième dimension – Exposé élémentaire, 1920. Édité par Bruxelles, A. Bieleveld/Paris, Librairie Desforges Girardot, s.d.
- Humanitas, 1928, Revue des Humanités, (comité de rédaction).
- Le matérialisme – Philosophie du prolétariat, 1929 (Traduit en espagnol 1931)
- Précis de dialectique, 1936. Université ouvrière de Bruxelles.
- Sur le réglage des pendules, 1938. Extrait du bulletin Ciel et Terre no 3.
- Précis de sociologie, 1938. Université Ouvrière de Bruxelles[2].
- La Structure de l'espace cosmique, 1941. Extrait du bulletin Ciel et Terre no 7 et 8
- La courbure de l'Espace, 1948. Extrait du bulletin Ciel et Terre no 3 et 4
- Sur le Cracovien exponentiel, 1949. Extrait du bulletin Astronomique de l'Observatoire de Bruxelles. Volume IV no 4
- Sociologie et Socialisme, 1951. Université Ouvrière de Bruxelles[3].
- Syllabus de Doctrines Socialistes, 1954. Pour l'école provinciale de service social.
- Théorie analytique de la dialectique[4],1969. Revue Épistémologie sociologique, no 7 Logique et Sociologie avec Pierre Naville. Publié sous la direction de Pierre Naville au Centre d'Études Sociologiques, Centre national de la recherche scientifique. Éditions Anthropos.

### Rééditions posthumes
- Jean Gorren, Précis de sociologie marxiste, Mons, Tribord, 2014, 167 p. (ISBN 978-2-930390-31-4)[5]

### Extraits
- "Un être de l'espace restreint peut arriver à se représenter la quatrième dimension comme un observateur pourvu de deux yeux et en mouvement dans l'hyperespace." 1920, La quatrième dimension – Exposé élémentaire[6].
- "La civilisation s'oppose à la sauvagerie qui est l'état d'animalité de l'homme. La sauvagerie est un produit brut de la nature. La civilisation est la négation de la nature. En séparant l'homme de la nature elle sépare l'homme de l'homme et justifie par son éthique l'exploitation de l'homme par l'homme qui est contre nature. Le retour à la nature avec l'expérience des bienfaits de la civilisation est le devenir humain." 1951 Sociologie et Socialisme Université Ouvrière de Bruxelles.